# État d'urgence (Inde)
Pour les articles homonymes, voir État d'urgence (homonymie).

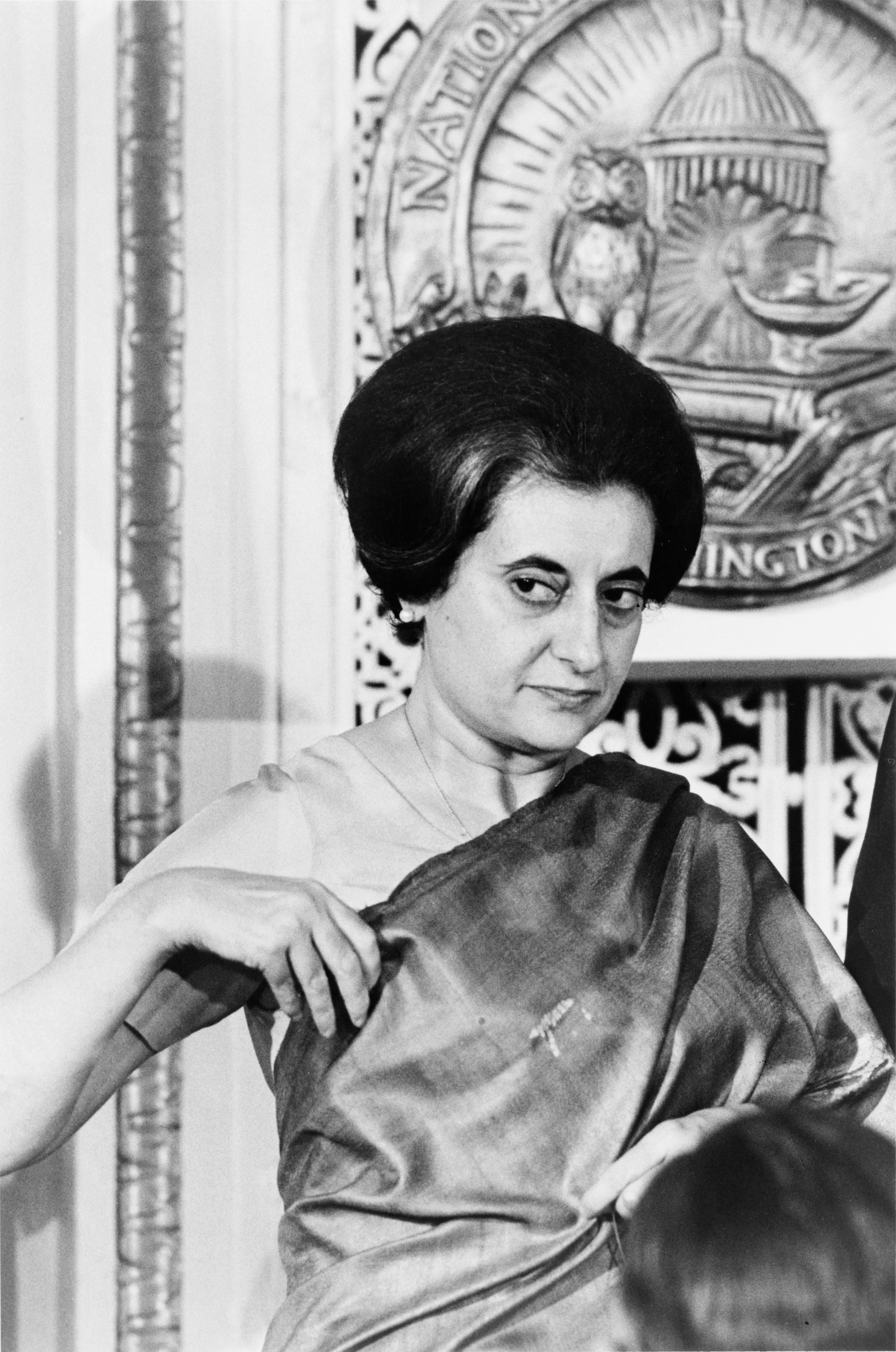
Indira Gandhi, Première ministre pendant l'état d'urgence.

L'état d'urgence du 25 juin 1975 au 21 mars 1977 est la période de 21 mois pendant laquelle le président Fakhruddin Ali Ahmed, sur la recommandation de la Première ministre Indira Gandhi, a mis en application l'article 352 de la Constitution et proclamé l'état d'urgence en Inde, suspendant ainsi les libertés publiques et les élections. Il s'agit de la période la plus controversée de l'histoire récente de l'Inde.

## Contexte
Indira Gandhi devient Première ministre de l'Inde en 1966, succédant à son père Jawaharlal Nehru et à Lal Bahadur Shastri, tous deux morts en fonction. Le Congrès national indien, ancien fer de lance du mouvement pour l'indépendance de l'Inde, domine la politique du pays depuis 1947. Cependant, après les élections de 1967 au cours desquelles le Congrès perd plus de 70 sièges, elle doit affronter des dissensions internes : Gandhi, chef de l'aile socialiste du Congrès, s'oppose à la frange conservatrice du parti dirigée par Morarji Desai. Mise en minorité, elle est exclue du Congrès en 1969 et forme le Congrès (I) (pour Indira), reconnu comme le parti légitime par la Commission électorale indienne dont elle contrôle l'administration. Cependant, après la guerre indo-pakistanaise de 1971, dans laquelle l'Inde intervient avec succès pour soutenir l'indépendance du Bangladesh, elle gagne largement les élections de 1971 en adoptant le slogan « Garibi hatao » (« Éradiquer la pauvreté »).
Cependant, les opposants au Congrès accusent ce dernier de fraude électorale. L'échec du gouvernement à combattre la pauvreté, l'inflation et le chômage, ainsi que le recours au President's rule pour dissoudre les gouvernements des États contrôlés par l'opposition, provoquent l'impopularité de Gandhi. Le représentant d'inspiration gandhienne Jayaprakash Narayan organise des manifestations pacifiques au Bihar en opposition au gouvernement congressiste local. En 1975, l'opposition, réunie sous la bannière du Janata Front, remporte pour la première fois les élections dans l'État du Gujarat.
Parallèlement, Raj Narain (en), opposant défait par Indira Gandhi dans sa circonscription lors des élections de 1971, l'accuse de fraude électorale. Sa plainte aboutit le 12 juin 1975 à la Haute Cour d'Allahabad. Celle-ci déclare la Première ministre coupable d'avoir utilisé les moyens du gouvernement pour sa campagne : la cour annule son élection à la Lok Sabha et lui interdit de se présenter à une élection pendant six années. Cette décision provoque des grèves dans le pays et pousse l'opposition à manifester dans les rues de Delhi.

## L'état d'urgence

### Déclaration de l'état d'urgence
Siddhartha Shankar Ray (en), le ministre en chef du Bengale-Occidental, propose à Indira Gandhi d'instaurer l'« état d'urgence interne » prévu par l'article 352 de la Constitution indienne. Il rédige la lettre destinée au Président, lui conseillant d'instaurer l'état d'urgence sur la base d'un « danger imminent à la sécurité de l'Inde causé par des troubles internes. » La lettre est soumise par Indira Gandhi au Président Fakhruddin Ali Ahmed, qui l'approuve le 26 juin 1975.
Conformément à la Constitution, l'état d'urgence sera prolongé tous les six mois par le Président sur proposition de la Première ministre, jusqu'à sa décision de tenir des élections en 1977.

### Le gouvernement pendant l'état d'urgence
En vertu de l'article 352 de la Constitution indienne, Indira Gandhi concentre dans ses mains l'essentiel du pouvoir et peut suspendre les libertés personnelles et contrôler l'opposition. Pour cela, elle s'appuie sur un petit cercle de fidèles et, en particulier, son fils Sanjay Gandhi, qui devient son principal conseiller politique.
Le gouvernement utilise les forces de police pour arrêter des milliers de protestataires et d'opposants politiques. J.P. Narayan (en), Raj Narain, Morarji Desai, Charan Singh, Jivatram Kripalani (en), Atal Bihari Vajpayee, Satyendra Narayan Sinha (en) sont ainsi immédiatement arrêtés. Des organisations, comme le Rashtriya Swayamsevak Sangh, sont interdites. Les représentants communistes sont également arrêtés.
Dans le même temps, Indira Gandhi s'emploie à mettre en œuvre son programme politique. Alors qu'en raison de la guerre récente et de la crise pétrolière de 1973, la situation économique était mauvaise, elle met en place un programme économique afin d'accroître la production industrielle et agricole, améliorer les services publics et combattre la pauvreté et l'analphabétisme. Pour ce faire, elle utilise si nécessaire le pouvoir du Président d'adopter des ordonnances sans passer par le Parlement. Elle suspend également les gouvernements des États du Gujarat et du Tamil Nadu, contrôlés par l'opposition, et fait adopter une série d'amendements à la Constitution afin de s'exonérer de toute culpabilité dans la fraude électorale dont elle était accusée. Parmi ces amendements, le 42e, qui modifie de nombreuses parties de la Constitution (ajout des mots « secular, socialist republic » dans le préambule, ajout d'une liste des devoirs fondamentaux des citoyens après la déclaration des droits) est toujours en vigueur pour l'essentiel.
L'une des conséquences de ces modifications constitutionnelles est qu'elles poussent la Cour suprême à déclarer que si la Constitution est sujette à modification, sa structure fondamentale ne peut pas être altérée et que, par conséquent, certains des amendements adoptés sous l'état d'urgence sont considérés comme nuls.

### Opposition à l'état d'urgence

#### Sikhs
Peu après la déclaration de l'état d'urgence, les principaux représentants sikhs se réunissent à Amritsar et décident de s'opposer aux « tendances fascistes du Congrès ». La « Campagne pour sauver la démocratie » est organisée le 9 juillet 1975 à Amritsar par l'Akali Dal. Une déclaration faite à la presse rappelle la résistance des sikhs aux Moghols et aux Britanniques. La police arrête de nombreux manifestants, dont les responsables de l'Akali Dal et du Shiromani Gurdwara Parbandhak Committee (en).
Surpris par la résistance des sikhs, le gouvernement propose à l'Akali Dal le partage du contrôle de la Vidhan Sabha penjabie, mais les représentants du mouvement refusent toute rencontre avant la fin de l'état d'urgence. La campagne de désobéissance s'étend, notamment à l'université de Delhi mais fait face aux arrestations de masse, à la censure et aux intimidations. Selon Amnesty International, sur les 140 000 arrestations sans jugement de l'état d'urgence, 40 000 étaient des sikhs, alors qu'ils ne représentent que 2 % de la population.

#### RSS
Le mouvement extrémiste hindou Rashtriya Swayamsevak Sangh, susceptible de mobiliser un nombre important de personnes contre le gouvernement, est interdit dès le début de l'état d'urgence. Cependant, ses membres continuent à participer à des manifestations et créent un réseau souterrain pour la restauration de la démocratie. Les écrits censurés par le gouvernement sont diffusés par le RSS. Cette résistance lui vaut d'être crédité par The Economist d'être le « seul mouvement révolutionnaire du monde qui ne soit pas de gauche. »

## La fin de l'état d'urgence

### Les élections de 1977

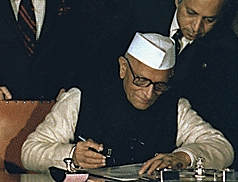
Morarji Desai, premier Premier ministre non congressiste.

Le 23 janvier 1977, Indira Gandhi convoque des élections législatives et libère les prisonniers politiques. Quatre partis d'opposition (le Congrès (O) (pour Old ou Organisation), Jan Sangh, le Bharatiya Lok Dal (en) et le Parti socialiste) décident de concourir ensemble sous la bannière du Janata Party.
Pendant la campagne, le Janata Party dénonce les atteintes aux droits humains des années précédentes et prévient que ces élections sont un choix entre « la démocratie et la dictature ». Le Congrès subit une lourde défaite et perd le pouvoir pour la première fois depuis l'Indépendance de l'Inde. Morarji Desai, libéré quelques mois plus tôt, devient le premier Premier ministre de l'Inde non congressiste. Indira Gandhi et Sanjay Gandhi perdent tous les deux leurs sièges.
L'état d'urgence est officiellement levé le 23 mars 1977, juste après les élections.

### Le procès
Élu en opposition à l'état d'urgence, le gouvernement Janata tente de juger les crimes commis pendant les deux années précédentes. Mais, victimes d'une mauvaise organisation et suspectés d'être motivés plus par le profit politique que par la justice, ces procès sont un échec. Ainsi, si des tribunaux spéciaux sont mis sur pieds et jugent les principaux responsables, y compris Indira et Sanjay Gandhi, la police est incapable de fournir les preuves des abus les concernant.
Les besoins économiques et sociaux prennent le dessus dans le débat politique. Indira Gandhi apparaît comme bénéficiaire de ces procès qui donnent l'impression d'une chasse aux sorcières : le Congrès revient au pouvoir et elle est réélue Première ministre dès les élections de 1980.

## Débat sur l'état d'urgence

### Soutiens de l'état d'urgence
L'imposition de l'état d'urgence a été soutenue par Vinoba Bhave (qui l’appela Anushasan parva, temps de la discipline) et Mère Teresa. Certains avancent comme argument pour l'état d'urgence que l'Inde avait besoin de se rétablir économiquement après la guerre contre le Pakistan ou mettent en avant les effets positifs du programme économique d'Indira Gandhi. Les violences intercommunautaires, qui avaient augmenté dans les années 1960 et 1970 se sont réduites.

### Accusations contre le gouvernement
Les principales accusations contre le gouvernement pendant l'état d'urgence :
- détentions arbitraires par la police, sans charge ni notification à la famille
- abus et tortures sur les prisonniers
- utilisation des moyens publics de communication pour la propagande
- stérilisations forcées d'hommes et de femmes dans le cadre de la politique de réduction de la natalité
- destruction des slums de Delhi
- adoptions illégales de lois, y compris de modifications de la Constitution

## Roman historique
- L'Équilibre du monde (A Fine Balance, 1995), 2003, Éd. Le Livre de Poche, (ISBN 978-2253150862)